# Victor Bulwer-Lytton
Pour les articles homonymes, voir Bulwer-Lytton.
Victor Alexander George Robert Bulwer-Lytton, né le 9 août 1876 à Simla et mort le 25 octobre 1947, connu sous le titre de vicomte Knebworth avant 1891, est un homme politique britannique. Il a pour titre 2e comte de Lytton.

## Biographie
Il est le fils de Robert Lytton, et d'Edith Villiers. Lytton est né à Simla dans les Indes britanniques, à l'époque où son père était vice-roi de cette colonie.
Il se marie avec Pamela Chichele-Plowden, un amour de jeunesse de Winston Churchill, qu'il a rencontré lors d'une partie de polo à Secunderabad. Cependant, ils rompent d'un commun accord en 1902 quand elle décide de se marier avec Lytton. En 1905, il est le président du club Walter Scott d'Édimbourg.
Ancien étudiant à Eton et à Trinity College (Cambridge), Lytton se lance dans la vie publique en occupant divers postes à l'Amirauté entre 1916 et 1920, avant d'être nommé sous-secrétaire d'État parlementaire pour l'Inde, un poste qu'il occupe entre 1920 et 1922. Il entre également au Conseil privé en 1919. Par la suite, il est nommé gouverneur du Bengale, où il demeure jusqu'en 1927. Pendant une brève période, à l'occasion d'une vacance provisoire en 1925, il occupe également les fonctions de vice-roi, que son père avait déjà tenues. Après cela, il remplit diverses fonctions dans des domaines variés, renvoyant aux questions indiennes. Il écrit deux livres, le premier étant une biographie d'Edward Bulwer-Lytton, premier Lord Lytton, tandis que le second traite de son expérience indienne, Pundits and Elephants (1942). Il est fait chevalier de l'Ordre de la Jarretière en 1933.
Lytton est surtout connu, assurément, pour sa présidence de la Commission Lytton, envoyée par la Société des Nations pour enquêter sur les causes réelles de la guerre entre le Japon et la Chine en 1931 et déterminer lequel des deux belligérants devait en être tenu responsable. Le rapport de la Commission, paru en 1933, met en cause le Japon ; il est à l'origine du retrait de ce pays de la Société des Nations.
Les deux fils de Lytton, Antony Bulwer-Lytton, représentant d'Hitchin au Parlement britannique, et Alexander Edward John Bulwer-Lytton, tué pendant la Seconde Guerre mondiale, l'ont précédé dans la tombe. À sa mort en octobre 1947, à l'âge de 71 ans, ses titres passent à son frère cadet Neville Bulwer-Lytton.

## Source
- (en) Cet article est partiellement ou en totalité issu de l’article de Wikipédia en anglais intitulé « Victor Bulwer-Lytton, 2nd Earl of Lytton » (voir la liste des auteurs).